# Callitrichia taeniata
Callitrichia taeniata là một loài nhện trong họ Linyphiidae.
Loài này thuộc chi Callitrichia. Callitrichia taeniata được Herman Theodor Holm miêu tả năm 1968.